# Asarona

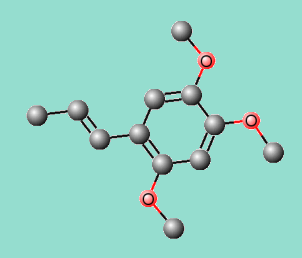
Molècula en 3D de la α-asarona(E)-1,2,4-Trimetoxi-5-(1-propenil)benzeno

L'asarona és un èter fenòlic cristal·lí, trobat en olis essencials de plantes com l'altimira i el càlam. Com a fragància, l'oli volàtil s'utilitza com a plaguicida i bactericida. L'asarona és una possible precursora de la fenetilamina TMA-2. També s'empra per donar aroma als vermuts. Aquest compost està associat a la depressió, augment de líquids a l'abdomen i problemes cardíacs i hepàtics. També se l'ha associat amb tumors en investigacions de laboratori amb rates. Està prohibit el seu ús en alguns països, com en els Estats Units. Hi ha dos tipus principals d'asarona: el tipus alfa (el més usat) i el tipus beta.

## Usos
La α-asarona es troba en gran quantitat en l'oli essencial del càlam (Acorus calamus), obtingut del rizoma d'aquesta planta, i que s'utilitzava com a aromatitzant en algunes begudes alcohòliques. Aquest oli de càlam conté al voltant del 5% d'aquesta substància, però el d'algunes altres varietats índies pot arribar al 80%. La α-asarona és un potencial cancerigen, i conseqüentment la utilització de l'oli de càlam com a aromatitzant s'ha prohibit en força països. Al contrari, l'arrel en pols s'ha popularitzat com a ingredient de "medicines naturistes".

## Productes amb asarona
L'èxtasi vegetal és un estimulant del sistema nerviós a causa de la presència de cafeïna i d'anàlegs anfetamínics, com l'efedrina de l'Efedra o l'asarona del càlam.

## Toxicitat
L'asarona és altament tòxica: produeix sensació de coïssor sobre la llengua, esternuts, irritació de la mucosa gàstrica i pot resultar narcòtica i abortiva. A dosis elevades pot produir astènia, taquicàrdia, convulsions, midriasi, fotofòbia, dispnea, i fins i tot coma i mort per paràlisi respiratòria.